# Souto de Aguiar da Beira
Souto de Aguiar da Beira ist ein Dorf und eine ehemalige Gemeinde (Freguesia) im portugiesischen Kreis Aguiar da Beira. Die Freguesia Souto de Aguiar da Beira hatte 298 Einwohner (Stand 30. Juni 2011) auf einer Fläche von 14,8 km².

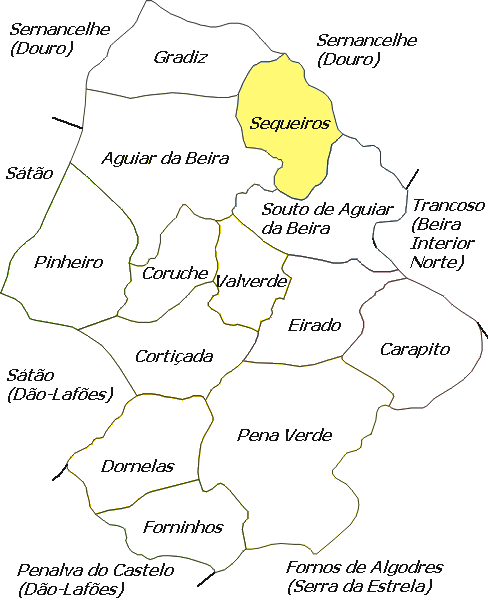
Lage der Freguesia Souto de Aguiar da Beira im Kreis Aguiar da Beira bis September 2013

Am 29. September 2013 wurden die Freguesias Souto de Aguiar da Beira und Valverde zur neuen Freguesia União das Freguesias de Souto de Aguiar da Beira e Valverde zusammengefasst. Souto de Aguiar da Beira ist Sitz dieser neu gebildeten Freguesia.